# Semana Náutica de Melilla
La Semana Náutica de Melilla es un evento deportivo y cultural anual celebrado en la ciudad autónoma de Melilla, España. Se centra en actividades náuticas como la vela, la pesca deportiva y otras disciplinas marítimas, e incluye también actividades culturales, formativas y sociales. Tiene lugar en el Puerto Deportivo Noray, siendo organizada por el Real Club Marítimo de Melilla (RCMM) con la colaboración de diversas instituciones locales y federaciones nacionales.

### Historia
La Semana Náutica de Melilla fue creada en 1997, en el marco de las celebraciones del V Centenario de la españolidad de Melilla, con el objetivo de promover el deporte náutico en la ciudad y posicionarla como un destino destacado de turismo deportivo.Aunque existían antecedentes de competiciones náuticas desde mediados del siglo XX, fue a partir de esa primera edición cuando el evento adquirió una estructura consolidada y proyección nacional. En su edición XVIII, se estimó que el impacto económico del evento en la ciudad alcanzó los 500.000 euros, reflejando su relevancia para la economía local.
Desde sus inicios, la Semana Náutica ha sido sede de competiciones oficiales de la Real Federación Española de Vela y de la Federación Española de Pesca y Casting, y ha acogido a deportistas y clubes de distintas comunidades autónomas y de países del entorno mediterráneo, como Marruecos o Francia.

### Organización
El evento es coordinado por el Real Club Marítimo de Melilla, fundado en 1944 y reconocido como "Real" en 2006. El club dispone de una escuela de vela homologada y gestiona diversas actividades a lo largo del año. La organización de la Semana Náutica cuenta con el respaldo del Gobierno de la ciudad autónoma, la Autoridad Portuaria de Melilla y diversas entidades colaboradoras, como la Federación Melillense de Pesca y Casting.

### Competiciones

#### Vela ligera
Durante la Semana Náutica se celebran regatas de vela ligera en las clases Optimist, ILCA (anteriormente Laser), Snipe y otras, con participación de clubes náuticos de toda España y en ocasiones de Marruecos y otras zonas del Mediterráneo.

#### Vela de crucero
Uno de los momentos más destacados es la Regata Dos Continentes, una regata de altura que conecta Melilla con el puerto de Motril (Granada), simbolizando el vínculo entre Europa y África.

#### Pesca deportiva
También se realizan competiciones de pesca desde embarcación fondeada y desde costa. En diversas ediciones se ha acogido el Campeonato de España de Selecciones Autonómicas en la modalidad de embarcación fondeada.

### Actividades paralelas
La programación incluye talleres infantiles, cursos de iniciación a la náutica, actividades de inclusión como el programa "Un mar sin barreras" —dirigido a personas con discapacidad—, así como conciertos y eventos culturales. En la XXII edición, se llevaron a cabo los primeros talleres inclusivos para niños con diversidad funcional, en colaboración con la Asociación Teama, donde más de 500 niños participaron en actividades como simulacro de navegación, salvamento acuático, nudos marineros y bautismo de mar.

### Impacto
La Semana Náutica de Melilla se ha convertido en una cita relevante dentro del calendario deportivo de la ciudad. Diversas fuentes señalan que el evento ha generado un impacto económico positivo, especialmente en sectores como la hostelería y el comercio local, y ha contribuido a la proyección de Melilla como destino de turismo deportivo. Asimismo, su continuidad y la participación de clubes de diferentes regiones han reforzado su presencia en el ámbito náutico regional.